# 49. sydlige breddekreds
Den 49. sydlige breddekreds (eller 49 grader sydlig bredde) er en breddekreds, der ligger 49 grader syd for ækvator. Den løber gennem Atlanterhavet, det Indiske Ocean, Stillehavet og Sydamerika.